# St. Georg (Rimbach)

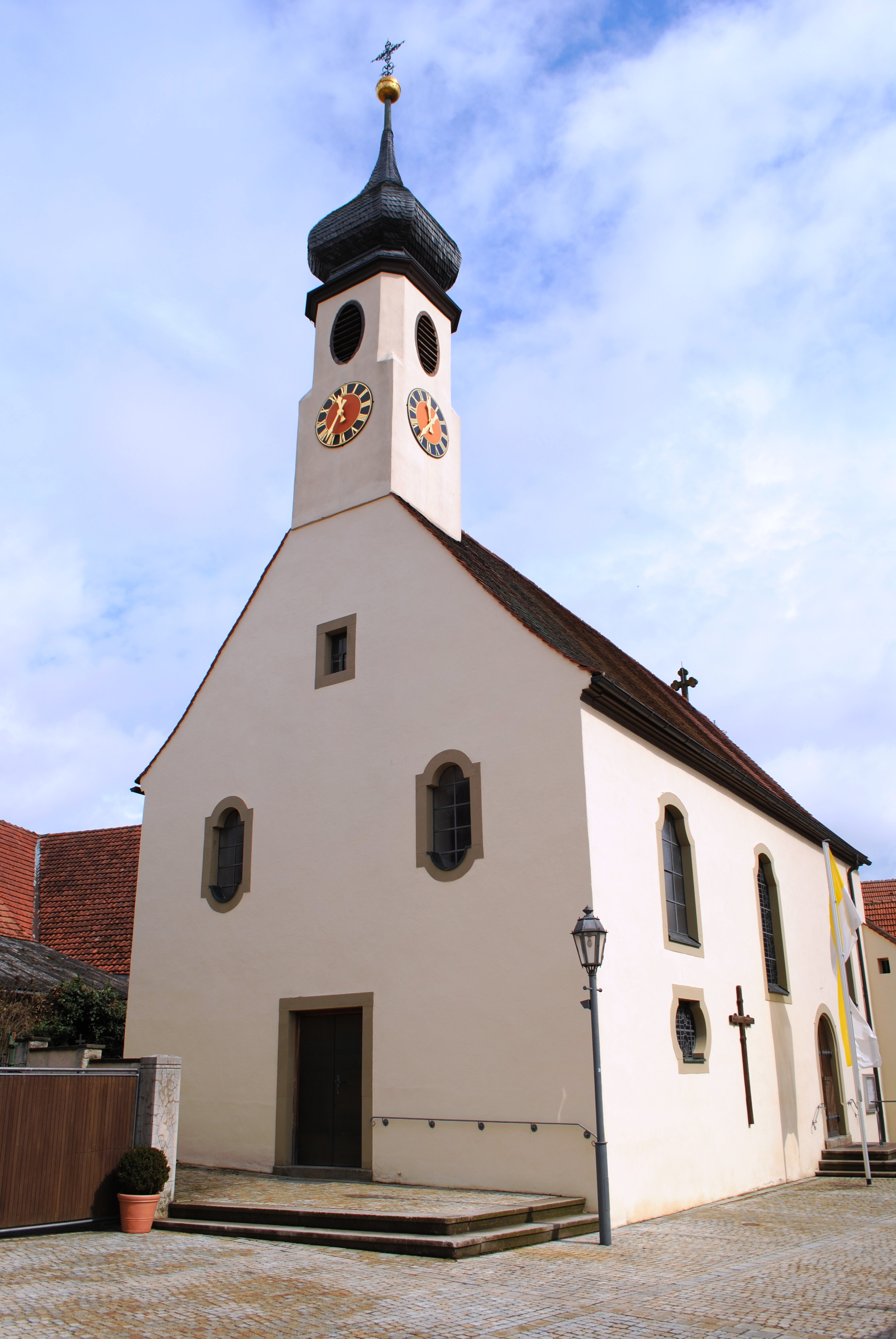
Die Kirche in Rimbach

Die St.-Georgs-Kirche in Rimbach ist das katholische Gotteshaus des Volkacher Ortsteils. Sie steht an der Kardinal-Döpfner-Straße inmitten des Ortes.

## Geschichte
Bereits aus dem Jahr 900 ist Rimbach als Teil der Pfarrei Volkach mit der Pfarrkirche Maria auf dem Kirchberg überliefert. Eine eigene Kapelle erhielt das Dorf später, sie wurde im Jahr 1447 erstmals erwähnt. Ihre Ausstattung ist in einem Visitationsbericht des Ruralkapitels Gerolzhofen aus dem Jahr 1612, zur Zeit Julius Echters von Mespelbrunn, sehr ausführlich beschrieben.
Die Filialkirche war der heiligen Margaretha geweiht. Erbaut wurde sie aus Holz und Fachwerk. Das Langhaus war vom Chor durch ein rohes Eisengitter getrennt, der Grundriss des Kirchleins war sehr klein. Das Kirchenschiff wurde von mehreren Durchzügen gehalten. Das Dach wurde bemängelt, es war „ghar durchsichtig“ und es regnete hinein.
Drei Altäre befanden sich in der Kirche. Ein gotischer Flügelaltar im Chor war von den Holzfiguren der heiligen Margaretha und der heiligen Barbara begrenzt. An den Flügeln standen die Figuren der Heiligen Stephan und Georg. Das Altarbild zeigte den auferstandenen Christus. Die anderen Altäre im Langhaus, wiesen keinerlei Zier „oder bekleidung“ auf.
1612 wurde auch die Ausstattung der Kirche gerügt. Die Reliquie, eine ganze Hirnschale, lag für jedermann zugänglich da, eine Sakristei war nicht vorhanden und das Beinhaus zerstört. Zuletzt appellierte der Visitator an die Dorfherren, die Zollner von Halberg, sie mögen ihre Kirche neu errichten, da dort auch ihre eigenen Vorfahren lägen.
Der erhoffte Neubau erfolgte allerdings erst in den Jahren 1669–1715. Der Tiroler Jakob Hueber richtete das Gebäude neu auf, nun war die Kirche dem heiligen Georg geweiht. Im Jahr 1790 beantragte das Dorf eine eigene Pfarrei. Am 14. Juni 1791 genehmigte Fürstbischof Franz Ludwig zu Erthal eine unabhängige Kuratie. 1812 wurde die Georgskirche wieder Filiale von Volkach, bevor sie im Jahr 1860 endgültig unabhängig wurde.
Das Gebäude wurde im Jahr 1910 restauriert. Das Bayerische Landesamt für Denkmalpflege ordnet das Kirchengebäude als Baudenkmal unter der Nummer D-6-75-174-303 ein. Die untertägigen Reste von Vorgängerbauten werden als Bodendenkmal geführt.

## Architektur
Die St.-Georgs-Kirche ist ein Saalbau mit einem eingezogenen Chor. Der Dachreiter befindet sich über der westlichen Portalwand und besteht aus einem vierseitigen Glockentürmchen und einer zwiebelförmigen Kuppel. An der Choraußenwand befinden sich Epitaphreste aus dem Jahr 1530. Die Inschrift lautet: „1530 am Sant Georgtag, Hans Zolner zu Rimpach, wirczburgischer Rat de got g(enad)“. Drei Fensterachsen gliedern den Bau.

## Ausstattung

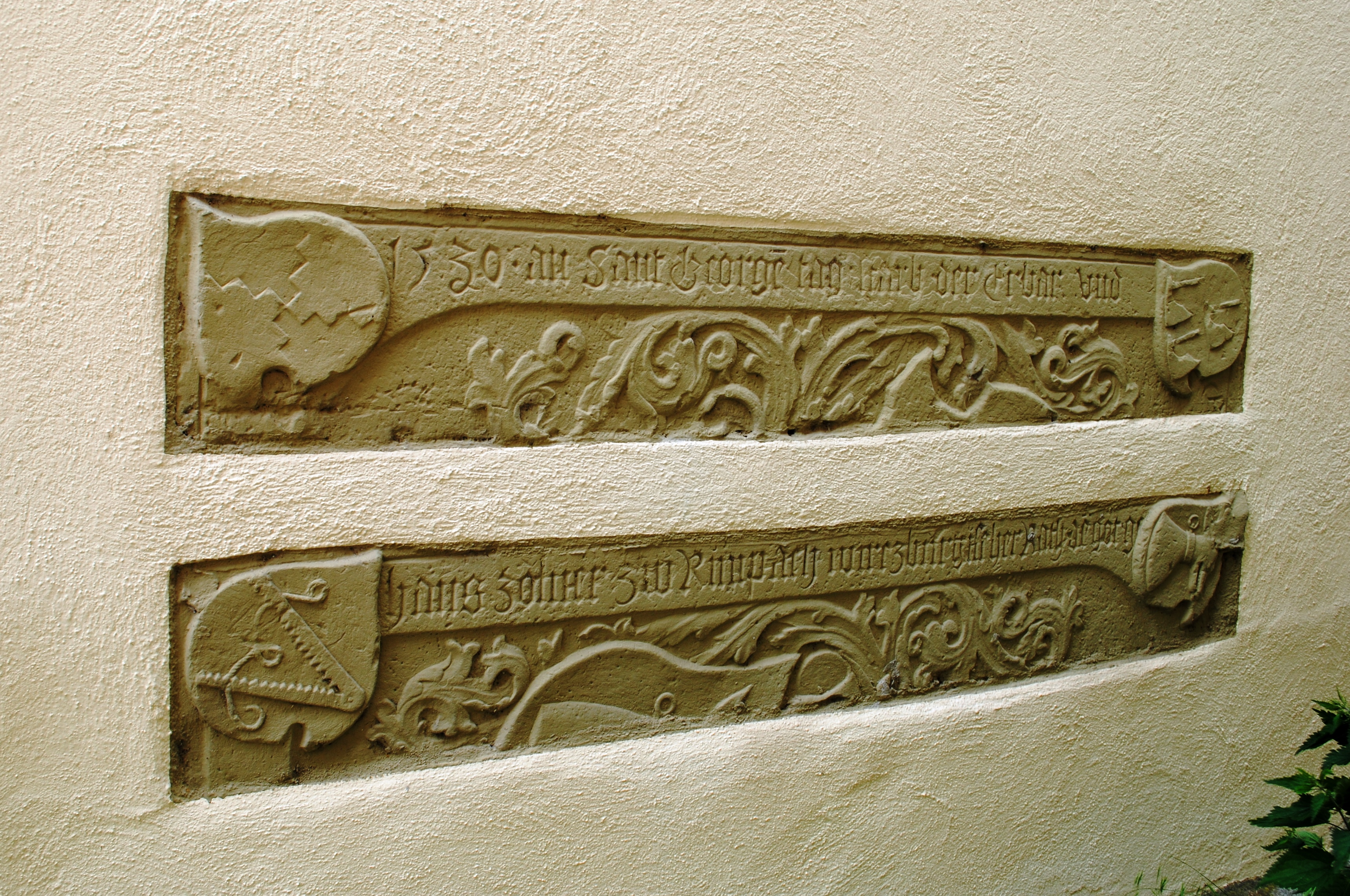
Die Epitaphienreste am Chor

Das älteste erhaltene Ausstattungsstück ist das gotische Sakramentshaus im Chor. Es entstand 1502 und trägt das Relief Christi im Bogenfeld. Weitere Epitaphien im Inneren des Chores wurden Kindern der Zollner im Jahr 1528 gewidmet. Der klassizistische Hochaltar aus dem Jahr 1790 besteht aus einem einfachen Tabernakelbau, der von betenden Engeln umgeben ist.
Zur gleichen Zeit entstanden auch die Seitenaltäre. Sie weisen mittig Nischen mit Figuren auf. Links steht die Mutter Gottes und rechts Christus. Beide sind von Heiligenfiguren eingerahmt, links von Josef und Anna und rechts vom heiligen Michael und von der heiligen Notburga. Ein Kreuzweg umläuft das Kircheninnere. Die Medaillons stammen vom beginnenden 20. Jahrhundert.
In einer Stuckwolke über dem Choreingang schwebt ein Kruzifix. Ein Gefallenendenkmal befindet sich an der rechten Wand des Langhauses. Im Jahr 1700 entstand die Kanzel der Kirche, der Taufstein vor dem Chor weist die Jahreszahl 1716 auf.